# 비유엠 영화 제작소
비유엠 영화 제작소(BUM Production)는 대한민국의 영화사이며, 서울동화프로덕션 후신이다. 
본인(김청기) 원작, 구성이자 월간 <우뢰매>에 만화로 연재한 《똘이와 태권브이》가 이런저런 사정 때문에 애니메이션화되지 못한 데다 《우뢰매》1편(외계에서 온 우뢰매)부터 에스퍼맨 역을 맡았던 심형래가 출연료 문제 때문에  《우뢰매》 5편(뉴머신 우뢰매)을 끝으로 대원동화행 열차를 탄 뒤 한정호로 에스퍼맨이 바뀐 《우뢰매》 6편(제3세대 우뢰매 6)이 180CM의 큰 키에 준수한 마스크를 가진 개그맨에게 바보 연기를 시켰다는 혹평 탓인지 흥행에 실패하여 슬럼프에 빠진 후 김청기 감독이 절치부심한 끝에 메가폰을 잡은 작품이자 《후레시맨》 《마스크맨》등 수입금지 일본 특수촬영영화를 만화영화로 둔갑시킬 당시 이 같은 형식으로 만들어졌으며  깡통으로 나온 철이가 김흥국의 호랑나비 춤을 추는 점, 수엘(76년작 오리지널의 메리 대신 등장하는 안드로이드)이  에너지를 충전하기 위해 220V 콘센트에 대고 전기를 충전하는 등의 설정이 초등학생들이 보기엔 유치찬란한 수준이란 지적 외에도 수엘이 등장 내내 쓴 헬멧 뿐 아니라 우뢰매 시리즈의 데일리를 연상시키는 수엘의 에어로빅 복장과 금발머리 가발, 다스베이더를 표절한 것임이 명백한 카프의 코스튬 등 여러 가지 이유로 관객들한테 외면당하여 5399명의 굴욕적인 흥행성적에 머문 《로보트 태권V 90》(76년 만들어진 만화영화를 실사합성영화로 만듬)을 끝으로 서울동화가 문을 닫은 뒤 이 회사 제작부장 김춘범씨가 인수하여 재설립했다. 위치는 서울특별시 용산구 위치해 있다.

## 작품
- 슈퍼 홍길동 시리즈(전신 서울동화 시절 만든 1~3탄(모두 극장용) 포함)(4탄(짬뽕 홍길동)(마지막 극장용),5탄(부채도사와 홍길동),6탄(그림도사와 홍길동),7탄(뚱녀도사와 홍길동), 8탄(완결)(홍길동 도사학교)(상.하로 나뉜 5~7탄과 마찬가지로 비디오용인데 5~7탄 장면 편집하여 성우 목소리 첨가))
- 반달가면 시리즈
- 검객 산지니
- 삼중성
- 영구와 흡혈귀 드라큐라
- 불꽃 슛 통키